# Au Revoir Simone
Au Revoir Simone es una banda musical de dream pop electrónico proveniente de Williamsburg, Brooklyn, Nueva York. El grupo está compuesto por Erika Forster (voz y teclado), Annie Hart (voz, teclado y bajo) y Heather D'Angelo (voz, teclado y batería). 
El nombre de la banda viene de una línea que Pee-Wee Herman le dice a un personaje secundario (llamado Simone) en La gran aventura de Pee-Wee, de Tim Burton.

## Historia
Se rumorea que Erika Forster y Annie Hart se hicieron amigas mientras ambas viajaban en tren desde Vermont hacia New York; en el viaje, habrían descubierto su común deseo de formar una banda de teclados, y habrían comenzado a quedar para tocar habitualmente tras volver a Nueva York. Sin embargo, Heather D'Angelo apuntó en su blog que ese no fue el caso. 
De cualquier manera, Au Revoir Simone se fundó en 2003, alrededor de ensayos en las casas de Erika Forster y Annie Hart, reuniones a las que se empezaron a sumar Heather D'Angelo y la primitiva miembro Sung Bin Park (voz y teclados). Pronto empezaron a realizar bolos en Manhattan y Brooklyn. 
En enero de 2005, Sung Bin Park dejó la banda y las chicas empezaron de nuevo como un trío. 
En 2006 realizaron una sesión de vídeo en el marco de los Take Away Shows, grabado por Vincent Moon, y se fueron de gira por EE. UU., Canadá y Europa con We Are Scientists. 
En 2007, se fueron de gira con Peter, Bjorn and John, tocaron en dos festivales (en The Treasure Island Music Festival, y en The Monolith Festival) y contribuyeron a la colecta de dinero para la campaña "Transportation Alternatives", con el diseño de una camiseta. 
Ese mismo año, tocaron un concierto en la Fundación Cartier en París para una retrospectiva sobre David Lynch, en un escenario que era una recreación del set de Eraserhead. Sin embargo, la relación con el cineasta databa de antes. En concreto, desde un evento organizado por el Barnes & Noble de la Union Square de Nueva York, donde se les encargó tocar mientras Lynch leía un extracto de su libro Catching the big fish; al acabar dicho evento, Lynch se interesó por conocerlas. Desde entonces, les ha mostrado su apoyo públicamente.
En 2009, aparecieron en el Lovebox Festival en Londres, Inglaterra, Reino Unido, y a finales de año, la banda costeó su propia gira en Japón. En 2010, crearon uno de los primeros videos de música interactivos para su canción "Knight of Wands"; en él, se permitía dar color la imagen del video como si de un libro para colorear se tratase, animando a los espectadores a formar parte del proceso creativo. 
El álbum debut de la banda se tituló Verses of Comfort, Assurance & Salvation por un libro diminuto que Annie recibió, titulado de esa forma. Las chicas de la banda consideraron que encajaba por completo con su estilo de música y la manera en que las hacía sentir, por lo que decidieron llamarlo así.

## Estilo musical
El propio grupo define su estilo como música electrónica cálida y orgánica, con cantantes femeninas.
David Lynch llamó al estilo de música de la banda inocente, hip y nuevo.
En la Vogue británica, se afirmó: Evitando la típica formación abundante en guitarras en favor de sintetizadores clásicos y cajas de ritmo vintage, Au Revoir Simone crea synth pop onírico. Sus suaves y etéreas voces repartidas sobre ritmos de percusión caseros recuerdan a Air y Stereolab.
Su música ha sido descrita en el Sunday Times: Una colisión entre The Waitresses, Stereolab y Kings of Convenience; su música saca su poder de lo que no revela, más que de lo que lanza, y está esperando a enamorarse (o a enamorar).
Pitchfork se refirió a ellas como electro pop ligero como una pluma, pero que no debe ser tomado a la ligera.
Spin también hizo una crítica: Impulsadas por teclados vintage, unas caja de ritmos sincronizadas, y unos hermosos y deliberados gorjeos, las Simones crean música para besarse para tu androide interior.
En un artículo de NME se las describía así: Au Revoir Simone, en escena, parecen las hermanas de Las vírgenes suicidas, oscilando sus looks de la primorosa bibliotecaria al ama de casa hippie y a la estudiante de arte de pelo azabache. [El grupo] hace prospecciones en la esquina perdida, reuniéndose con Ladytron y Camera Obscura: hipno-folk electrónico y exuberante que sopla desde los altavoces como chocolate fundiéndose sobre uno de los muchos puestos de crêpes a 5 libras de Latitude's. En otro artículo de la misma revista,  se decía que el grupo (...) debe haber emergido de una tierra en donde las nubes, empujadas por la brisa, sobrevuelan lagos de cristal, y los carámbanos nacen de la tierra caliente. Este grupo synth pop de New York le dejará llorando en la escalera a mitad de la noche.

## Influencias musicales
De acuerdo con el sitio oficial de la banda en Europa, las influencias musicales del grupo podrían ser comparadas con una charity shop de discos debidamente cribada; diversas influencias apuntan a Modest Mouse, Stereolab, The Mountain Goats, Louis Prima, Pavement, los gustos de The Beach Boys, Björk, Broadcast, Belle & Sebastian, David Bowie, Bee Gees, y Billie Holiday. Erika Forster demuestra gusto hacia los artistas alemanes de índole synth pop, estilo Morr Music, como lo son Guther, Lali Puna y Ms. John Soda. 

## Au Revoir Simone en la cultura popular
Algunas canciones de Au Revoir Simone han aparecido en programas de televisión: 
- En el episodio número 100 de la serie Grey's Anatomy suena su canción "Another Likely Story".
- En 2009, la serie "Ugly Betty incluyó su canción "The Lucky One", cómo cierre al episodio número 12.

En cuanto al cine: 
- En 2007 la canción "Sad Song" fue destacada en el gran éxito alemán Keinohrhasen (en español: Conejos sin oídos).
- En 2007 también, su tema "Stay Golden" apareció en la película francesa Anna M..
- "The Lucky one" y "Don't See The Sorrow" fueron escuchadas también en la película japonesa de 2008 "Kimi no Tomodachi" (en español: Tus amigos).
- En 2010, apareció en la banda sonora de From Prada to Nada.
- En 2012, la banda sonora incluyó la canción "Red Rabbit" en sus créditos de salida.
- En 2014, la película Vampire Academy incluyó en su banda sonora la canción Crazy.
- En 2017, una presentación en vivo de Lark cierra el capítulo 4 de la tercera temporada de la mítica serie Twin Peaks.

Además de esto, el grupo presentó en vivo sus canciones "Sad Song", "Stay in Golden", y "Dark Halls" en el espectáculo de modas Robert Normand, en París, cerca del invierno de 2007.

## Discografía

### Álbumes
- 2005: Verses of Comfort, Assurance & Salvation (Europa: Moshi Moshi Records, Norte América: Our Secret Record Company, Japón: Rallye Record Label, 2005).
- 2007: The Bird of Music (Europa: Moshi Moshi Records, 2007; Norte América: Our Secret Record Company, 2007; Japón: Rallye Record Label, 2007).
- 2009: Still Night, Still Light (Norte América: Our Secret Record Company, 2009).
- 2013: Move In Spectrums (Europa: Moshi Moshi Records, Norte América: Instant Records, 2013).

### Remixes
- 2008: Reverse Migration (Norte América: Our Secret Record Company).
- 2010: Night Light (Europa: Moshi Moshi Records).
- 2014: Spectrums (Europa: Moshi Moshi Records).

## Nota
- Este artículo fue creado a partir de la traducción del artículo Au Revoir Simone de la Wikipedia en inglés, bajo licencia Creative Commons Compartir Igual 3.0. y GFDL.